# Moperona
La moperona es un fármaco antipsicótico de primera generación y de alta potencia que pertenece al tipo de las butirofenonas que fue aprobado en Japón para el tratamiento de la esquizofrenia.
La moperona tiene una mayor afinidad antagonista por los receptores D2 de la dopamina que por los receptores 5-HT 2A. También tiene una alta afinidad de unión por los receptores sigma. Puede inducir efectos secundarios motores extrapiramidales, insomnio y sed, pero generalmente muestra baja toxicidad.
La moperona se destaca entre otras butirofenonas por las siguientes propiedades:
1. tiene un bajo efecto antagonista por la adrenalina y la noradrenalina;
2. el antagonismo por la apomorfina es muy pronunciado,
3. El fármaco tiene un efecto cataléptico distintivo
4. Inhibe la agresividad.[4]

Al igual que con otros medicamentos de su tipo, la moperona causa un marcado aumento en las concentraciones plasmáticas y adrenales de corticosterona suprarrenal.

## Uso en embarazo y lactancia
Embarazo
Se han notificado síntomas de abstinencia y síntomas extrapiramidales, como trastornos de la alimentación, somnolencia, trastornos respiratorios, temblores, hipotonía e irritabilidad, en neonatos cuyas madres fueron tratadas con antipsicóticos al final del embarazo.
Lactancia
Al igual que el haloperidol, la moperona pasa a la leche materna, según la detección con luz ultravioleta a 254 nm; sin embargo, no hay estudios hechos en hembras humanas. No se recomienda.